# Giuseppe Girolamo Semenzi
Giuseppe Girolamo Semenzi (Cremona, 1645 – Milano, 2 aprile 1706) è stato un presbitero, scrittore e storico italiano.

## Biografia
Prese i voti nel 1664, entrando nella congregazione somasca. Apprese il greco a Milano, alla Scuole Palatine, avendo come maestro Carlo Maria Maggi, col quale intrattenne poi rapporti di amicizia e stima, al punto che quest'ultimo gli dedicò due sonetti inseriti dal Semenzi nel suo Mondo creato (alle pp. 19 e 404)..
In seguito insegnò Teologia presso l'università di Pavia, tenendo la cattedra dal 1683 al 1699. Fece parte di diverse accademie letterarie, tra cui quella "dei Faticosi" di Milano (cui apparteneva pure il Maggi, attiva dal maggio del 1675) e "degli Affidati" di Pavia.
L'opera più conosciuta è la raccolta di sonetti mistici Il mondo creato diviso nelle sette giornate, dal titolo che riechegga Il mondo creato di Torquato Tasso (anch'esso diviso in sette giornate), il cui intento era quello di dispensare insegnamenti spirituali mediante "icone" illustrate nelle quartine e spiegate nelle terzine. Quest'opera si segnala per la grande varietà dei contenuti, che spaziano dai temi della Genesi a considerazioni sulle novità introdotte dalle esplorazioni nelle Indie e nel Nuovo Mondo, come la vaniglia, il caffè o la cioccolata.

## Opere
Tra le opere da lui composte: 
- Il morale religioso superiore alle idee dell'etica, non inferiore alle norme della teologia. Oratione funebre-panegirica nelle solenni esequie del reverendiss. p. maestro fra Giulio Mercori da Cremona ... composta, e recitata nel Tempio Ducale delle Gratie de m.rr.pp. Domenicani, adi 27. luglio, nell'anno 1673. Dal padre d. Giuseppe Gerolamo Semenzi, In Milano : nella stampa di Carlo Andrea Remenolfo.
- Il Salmo sessantesimosettimo. per Vienna liberata l'anno 1683, Milano Ambrosio Ramellati 1684. in 4.
- Il mondo creato diviso nelle sette giornate (Milano 1686), comprendente sonetti e altre parafrasi bibliche, con un "Ragionamento" Della poesia rivolto a Francesco De Lemene;
- Il Canto del Ringraziamento a Dio Creatore, e Redentore del Mondo. Parafrasi mistica dell'Inno de' SS. Ambrogio, & Agostino composto dal Padre Don Giuseppe Girolamo Semenzi C. R. Som. &c. per gli avvenimenti felici dell'Armi Cristiane nell'Ungheria, e nella Morea, Milano pe'l Malatesta 1687. in 4.
- Paolo Morigia, Giuseppe Gerolamo Semenzi, Origine miracolosa della celebre Madonna appresso a S. Celso in Milano, Milano,	A. Ramellati, 1700
- Pensierò Istorico per questo Ducato, esposto dal P.D. Giuseppe Girolamo Semenzi Cher. Reg. della Congregazione di Somasca, Professor di S. Teologia nella Regale Università di Pavia. In Milano per Ambrogio Ramellati 1693. in 8.
- una Retorica sacra;
- sacre orazioni;
- scritti d'occasione, connessi con le accademie letterarie:
  - Il maggio dedicato ad Apollo. Oda panegirica composta e consacrata allIllustrissimo Signor Conte Filippo Archinto [...] per lo solennissimo possesso del Principato accademico de' Faticosi di Milano, preso e festeggiato alli 16 dello suddetto mese, l'anno 1676, nel Collegio di S. Antonio de' Ch. Reg., Lodovico Monza, MIlano, 1676.
  - La rosa che parla dell'Illustrissimo Signore Don Baldassar de Rosales [...] oda panegirica [...] nel solennissimo possesso del Principato preso dal suddetto alli 28 di maggio 1678 [...], Lodovico Monza, Milano, 1678.
- molti altri scritti inediti, tra cui: Appendix ad Athenaeum literatorum mediolanensium abbatis Picinelli (MS. in fol. conservato nella Biblioteca Ambrosiana)[7].